# Centrum Zana Office Park
Centrum Zana Office Park (skr. CZ Office Park) – kompleks wieżowców w Lublinie o przeznaczeniu biurowym. Mieści się w dzielnicy Konstantynów, przy ulicy Nałęczowskiej 14.

## Historia

### Wcześniejsze, niezrealizowane plany
Na początku lat 10. XXI wieku powstał plan budowy 2 wieżowców o wysokości odpowiednio 100 i 75 m oraz mniejszych o wysokości do dachu 55 m. Jednak projekt został zarzucony ze względu na sprzeciw mieszkańców dzielnicy oraz opinię planistów miejskich, w której stwierdzono, że budowa tak wysokich budynków wpłynie negatywnie na panoramę miasta wybijając się powyżej Wieży Trynitarskiej (64 m), która pozostaje miejską dominantą krajobrazu.

### Rozbiórka zajezdni i budowa wieżowców
Wobec takiego stanowiska miejskiego magistratu deweloper postanowił na budowę dwóch wież o wysokości 55 m, na co pozwalał już miejscowy plan zagospodarowania przestrzennego. Na terenie, gdzie obecnie stoją wieżowce, znajdowała się zajezdnia MPK, która została przeniesiona w inne miejsce, a budynki zburzono. Budowa rozpoczęła się w 2015 roku, a powinna dobiec końca do 2025 roku. Do roku 2021 wybudowano pierwszą z dwóch wież. Całkowita powierzchnia kompleksu wynosić będzie 80 000 m².

## Opis budynków

### Budynki A i B
Budynki o powierzchni użytkowej odpowiednio 18 i 20 tys. m². Każda z wież ma 14 kondygnacji (parter i 13 pięter). Budynki przeznaczone są na cele biurowe. Oferują powierzchnię biurową klasy A. W budynku znajduje się całodobowa recepcja oraz ochrona. Wysokość pomieszczeń przekracza 3 m.
W wieżowcu funkcjonuje system pożarowy SSP i DSO, agregat prądotwórczy 700 kVA, łącza światłowodowe wielu operatorów, uchylne okna, podniesione podłogi techniczne, podwieszane sufity modułowe, szybkobieżne windy w liczbie 7 sztuk działające w inteligentnym systemie Port firmy Schindler.

### Budynek C
Jest to 6-kondygnacyjny biurowiec, w którym przewidziano ok. 16 000 m² powierzchni biurowej klasy A. Ma parking podziemny jednopoziomowy. W budynku standard podobny do tego, który obecny jest w wieżowcach.

### Budynek D
Budynek 7-kondygnacyjny przeznaczony na cele mieszkaniowe. Zakłada 157 lokali mieszkalnych. Metraż poszczególnych mieszkań kształtuje się od 22 do 117 m². Na parterze znajduje się przestrzeń usługowo-biurowa.